# ذبح (جز عنق)

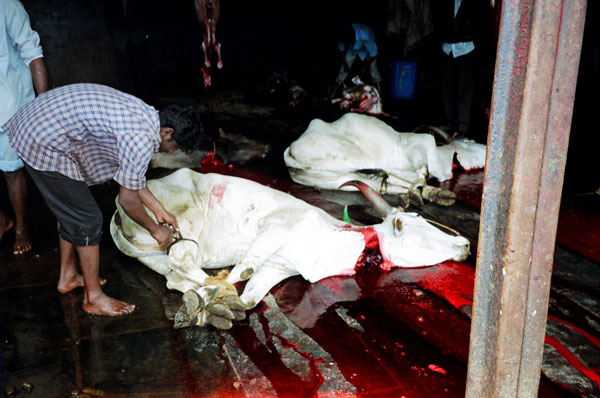
ذبح

الذبح يعني الذبح قطع حلقوم الخروف أو المواشي بصفة عامة. كما يصلح الذبح للحد من سلالة معينة، للقضاء على حيوان خطير أو مضر أو لوقف انتشار مرض معين. تستعمل عبارة القتل الرحيم عوضاً عن كلمة الذبح للحديث للتخفيف من معاناة الحيوانات خاصة، تلك التي تجرى عليها التجارب في مخابر البحث العلمي
الطرق المستعملة: 
- في المسالخ
- في مزارع تربية المواشي

## الأخلاقيات
في 22 جوان 2009 ؛ توصل المجلس الأوروبي إلى وفاق سياسي حول قانون جديد يضمن حماية الحيوان أثناء عملية الذبح. يقضي هذا القانون بالتقليص قدر المستطاع من معاناة الدابة وذلك باستعمال طرق التدويخ والذبح المصادق عليها والمبنية أساساً على المعرفة العلمية والخبرة العملية.
التدويخ بالصعق الكهربائي هي طريقة تمكن من تخدير الحيوان عن طريق مرور تيار كهربائي في الدماغ وهي أيضاً طريقة منصوح بها لتفادي ايلام الدابة (هذه الوسيلة اجبارية في فرنسا منذ 1964 ولكنها غير مستعملة عند الذبح الحلال الذي يقتضي أن يكون الحيوان في كامل وعيه عند الذبح )
الحظر:
في ديسمبر 2012, منعت الحكومة البولونية الذبح الحلال والكوشير الذي يتنافى مع قانون سنة 1997 الذي يمنع الذبح بدون تدويخ. منعت الدانمارك أيضاً الذبح الكوشير وفقاً للشريعة اليهودية في شهر فبراير من عام 2014 حفاظاً على حقوق الحيوان.